# Rauchgasexplosion

Skizze eines rauchgasexplosionsgefährdeten Raumes

Skizze einer Rauchgasexplosion durch Öffnen der Tür

Eine Rauchgasexplosion ist ein explosionsartiges Entzünden von Rauchgasen.
Kommt es in einem geschlossenen Raum zu einem Brand, der jedoch mangels Sauerstoff bald wieder verlischt (eventuell über die „Zwischenstation“ Schwelbrand), verbleiben durch die vorhergehende Pyrolyse noch brennbare Gase und Dämpfe. Durch langsame Abkühlung des Raumes verlieren diese Gase an Volumen, es entsteht ein Unterdruck. Dies führt zum eindrucksvollen Effekt, dass Brandrauch durch Spalten aus z. B. Türen oder Toren austritt und kurze Zeit später wieder in den Brandraum zurückgesogen wird. Wird nun die Tür geöffnet, so wird durch den Unterdruck frische Luft von außerhalb „angesaugt“ und das Gemisch ist fortan zündfähig. Wenn nun noch eine Zündquelle vorhanden ist (zum Beispiel Glutnester), explodiert das Gemisch mit unter Umständen verheerenden Auswirkungen.
Der entstehende Unterdruck, das (annähernde) Verlöschen des eigentlichen Brandes und die stärkere Explosion sind deutliche Unterscheidungskriterien zur „normalen“ Rauchdurchzündung (Rollover) oder dem so genannten Flash-Over.

## Eigenschaften
Bei einer Rauchgasexplosion entwickelt sich nach der Sauerstoffzufuhr eine Flammenwalze mit einer Geschwindigkeit von bis zu 20 m/s und einer Temperatur von maximal 850 °C. Derartig hohen Temperaturen ist auch eine gute Schutzkleidung aus Nomex nicht gewachsen. Der einfachste Schutz vor einer Rauchgasexplosion besteht darin, sich schnell auf den Boden zu begeben, denn dort ist die Temperatur weitaus niedriger. Türen sollten stets aus der „Deckung“ heraus geöffnet werden.
Das Gefährliche an dem Vorstadium der Rauchgasexplosion ist, dass man den Schwelbrand in einem Zimmer nicht wahrnehmen kann, wodurch es zu Todesfällen kommt.